# 21712 Obaid
A 21712 Obaid (ideiglenes jelöléssel 1999 RL96) a Naprendszer kisbolygóövében található aszteroida. A LINEAR projekt keretében fedezték fel 1999. szeptember 7-én.